# Stari zavjet
Stari zavjet - je dio Biblije kojim se podjednako služe Židovi i kršćani. 
Stari zavjet obuhvaća 39 protokanonskih (istovjetne s hebrejskim kanonom) i sedam deuterokanonskih knjiga (protestanti ih zovu apokrifima). Dijelimo ih u knjige zakona, povijesne, mudrosne knjige, poeziju i proroke. Jedina razlika između protestantske i hebrejske verzije je podjela knjiga, naime hebrejski Tanakh sastoji se od 24 knjige: knjige u parovima (o Samuelu, Kraljevima te Ljetopise) smještene su u jednu knjigu (6 knjiga u 3 = -3); 12 proroka stavljeno je u jednu knjigu (-11); te su Ezra i Nehemija također u jednoj knjizi (-1).

## Petoknjižje - knjige Zakona
Židovska tradicija prvih pet knjiga Starog zavjeta naziva Torah (hrv. Zakon), a hrvatski naziv "Petoknjižje" prijevod je grčkog izraza Pentateuhos. Petoknjižje se sastoji od sljedećih knjiga:
1. Knjiga Postanka (Genesis)
Dijeli se na dvije cjeline: prva iznosi židovske predaje o stvaranju svijeta i prvih ljudi te završava pričom o općem potopu. Ima mitološku tematiku, govori o odnosu čovjeka i Boga. Drugi je dio vezan uz povijesnu tematiku te prikazuje predaje iz života židovskog naroda.
2. Knjiga Izlaska (Exodus)
Druga knjiga Petoknjižja. Prvi dio tematski govori o Mojsijevu životu i bijegu Židova iz Egipta, a drugi o sklapanju Sinajskog Saveza i daje se prikaz svih propisa kao i vjerskih obreda koji su njima doneseni.
3. Levitski zakonik (Leviticus)
4. Knjiga Brojeva (Numeri)
5. Ponovljeni zakon (Deuteronomii)
(u zagradama su navedeni latinski nazivi knjiga).

## Povijesne knjige
6. Jošua
7. Knjiga o Sucima
8. Ruta
9. Prva knjiga o Samuelu
10. Druga knjiga o Samuelu
11. Prva knjiga o Kraljevima
12. Druga knjiga o Kraljevima
13. Prva knjiga Ljetopisa
14. Druga knjiga Ljetopisa
15. Ezra
16. Nehemija
17. Tobija (*)
18. Judita (*)
19. Estera
20. Prva knjiga o Makabejcima (*)
21. Druga knjiga o Makabejcima (*)

## Mudrosne knjige
22. Psalmi
23. Job
24. Mudre izreke
25. Propovjednik
26. Pjesma nad pjesmama
27. Knjiga Mudrosti (*)
28. Knjiga Sirahova (*)

## Proročke knjige

### Glavni proroci
29. Izaija
30. Jeremija
31. Tužaljke
32. Baruh (*)
33. Ezekijel
34. Danijel

### "Manji" proroci
35. Hošea
36. Joel
37. Amos
38. Obadija
39. Jona
40. Mihej
41. Nahum
42. Habakuk
43. Sefanija
44. Hagaj
45. Zaharija
46. Malahija
(*) knjige označene zvjezdicom ne postoje u protestantskoj inačici Biblije (kao ni u sadašnjem hebrejskom kanonu), to su tzv. Deuterokanonske knjige.

## Prvi prijevodi
Prvi prijevodi Starog zavjeta bili su na grčki, zbog velikog broja Židova koji su živjeli u dijaspori i služili se tim jezikom. Najpoznatiji je svakako onaj koji je počeo nastajati na prelasku iz 3. u 2. stoljeće pr. Kr., a naziva se Septuaginta. Taj su prijevod kasnije preuzeli i kršćani. Uz njega, bilo je i drugih prijevoda na grčki, koji su obično nastojali približiti drevni tekst Septuaginte hebrejskom tekstu kakav je bio u uporabi u njihovo vrijeme. Među takve prijevode ubrajaju se i oni što su ih načinili Akvila iz Ponta, Teodocijan, Lucijan i ostali.
Među važnije stare kršćanske prijevode Staroga zavjeta ubrajaju se i prijevodi na latinski jezik, posebice tzv. Vetus latina, te kasnija Vulgata. Najznačajniji stari židovski prijevodi na aramejski jezik prenošeni su isprva usmenom predajom, a kasnije (od 2. stoljeća) pojavljuju se i u pisanom obliku. To su Targum Onkelos, koji gotovo doslovno prevodi hebrejski tekst, te Targum Jonatan ben Uziel, Targum Neofiti i Targum Jerušalmi koji je fragmentaran. Ova posljednja tri Targuma često u svoj prijevod unose tumačenja i tekstove kojih u hebrejskom tekstu nema.